# Mzuzu
Mzuzu is de hoofdstad van de noordelijke regio van Malawi en de op twee na grootste stad van dat land. De stad had in 2007 150.100 inwoners.
De stad ligt midden in een landbouwgebied waar vooral thee, rubber en koffie worden verbouwd. Ten zuiden van de stad ligt het Viphyabos, het grootste door mensen aangelegde bos in Afrika.
De stad heeft een eigen vliegveld, Mzuzu Airport. In 1994 is in de stad de Mzuzu-universiteit opgericht.
Sinds 1961 is Mzuzu de zetel van een rooms-katholiek bisdom.